# Campeonato Panamericano Junior de Hockey Sobre Césped Femenino de 2024
El Campeonato Panamericano Junior de Hockey Sobre Césped Femenino de 2024 fue la undécima edición del torneo continental para menores de 21 años. Se realizó del 3 al 12 de julio de 2024 en Surrey, Canadá. Fue la segunda vez que el torneo se realizó en ese país, después de la competencia masculina de 2016. También se trató de la cuarta vez que las competencias masculina y femenina se organizaron al mismo tiempo.
Los cuatro equipos mejor ubicados clasificaron a la Copa Mundial Junior Femenina 2025. 
Argentina obtuvo por octava vez el título de campeón panamericano luego de imponerse en la final a las campeonas defensoras Estados Unidos 3-1. Chile derrotó 1-0 a Uruguay por el tercer puesto.

## Primera fase
| Equipo         | PJ | PG | PE | PP | GF | GC | DG  | Pts |
| -------------- | -- | -- | -- | -- | -- | -- | --- | --- |
| Argentina      | 5  | 5  | 0  | 0  | 29 | 0  | 29  | 15  |
| Estados Unidos | 5  | 4  | 0  | 1  | 21 | 8  | 13  | 12  |
| Chile          | 5  | 3  | 0  | 2  | 13 | 9  | 4   | 9   |
| Uruguay        | 5  | 2  | 0  | 3  | 17 | 8  | 9   | 6   |
| Canadá         | 5  | 1  | 0  | 4  | 5  | 22 | -17 | 3   |
| México         | 5  | 0  | 0  | 5  | 3  | 40 | -38 | 0   |

|  | Avanzan a las semifinales. |  | Jugarán por el 5º puesto. |

| 3 de julio de 2024 | Argentina | 12:0    | México | Tamanawis Park, Surrey                |                                       |
|                    | Guignet 13', 35', 57' · Miranda 18' · Knobl 20' · L. Pishton 29' · Ferola 32', 47' · Stamati 48' · Olalla 53' · P. Pishton 57', 59' | Reporte |        | Árbitro(s): Sofía Aleman Pedro Fortes | Árbitro(s): Sofía Aleman Pedro Fortes |

| 3 de julio de 2024 | Estados Unidos                      | 2:1     | Uruguay     | Tamanawis Park, Surrey                      |                                             |
|                    | Bent-Cole 34' · Mendez-Trendler 51' | Reporte | 39' Lemoine | Árbitro(s): Claudia Montino Nora Struchtrup | Árbitro(s): Claudia Montino Nora Struchtrup |

| 3 de julio de 2024 | Canadá     | 1:4     | Chile                                                | Tamanawis Park, Surrey                      |                                             |
|                    | Girgis 57' | Reporte | 36' Obon · 49' Gutiérrez · 53' Irazoqui · 56' Oyaban | Árbitro(s): Victoria Pazos Allison Mikelson | Árbitro(s): Victoria Pazos Allison Mikelson |

| 4 de julio de 2024 | Argentina                     | 3:0     | Uruguay | Tamanawis Park, Surrey                      |                                             |
|                    | Stamati 25', 26' · Ferola 52' | Reporte |         | Árbitro(s): Victoria Pazos Allison Mikelson | Árbitro(s): Victoria Pazos Allison Mikelson |

| 4 de julio de 2024 | Estados Unidos                                         | 4:2     | Chile                       | Tamanawis Park, Surrey                         |                                                |
|                    | Rose 7' · Croon 32' · Mendez-Trendler 39' · Gaitan 50' | Reporte | 8' Solari · 57' I. Orellana | Árbitro(s): Ana Vazquez Escalante Pedro Fortes | Árbitro(s): Ana Vazquez Escalante Pedro Fortes |

| 4 de julio de 2024 | México    | 1:2     | Canadá                             | Tamanawis Park, Surrey                     |                                            |
|                    | Ortiz 54' | Reporte | 27' S. Goodard-Despot · 49' Girgis | Árbitro(s): Macarena Dieni Claudia Montino | Árbitro(s): Macarena Dieni Claudia Montino |

| 6 de julio de 2024 | México       | 1:11    | Estados Unidos | Tamanawis Park, Surrey                  |                                         |
|                    | Espinoza 44' | Reporte | 2' Abello · 6', 48' Bradford · 25', 38', 55' Bent-Cole · 29' Mendez-Trendler · 32' Croon · 50' Rose · 51' Adams · 55' Moore | Árbitro(s): Macarena Dieni Sofía Aleman | Árbitro(s): Macarena Dieni Sofía Aleman |

| 6 de julio de 2024 | Chile               | 2:1     | Uruguay       | Tamanawis Park, Surrey                       |                                              |
|                    | Goñi 39' · Gago 41' | Reporte | 27' Rodriguez | Árbitro(s): Nora Struchtrup Allison Mikelson | Árbitro(s): Nora Struchtrup Allison Mikelson |

| 6 de julio de 2024 | Canadá | 0:9     | Argentina                                                                                                | Tamanawis Park, Surrey                           |                                                  |
|                    |        | Reporte | 2', 43' Stamati · 4' P. Pisthon · 7', 28' Knobl · 17' Ruggeri · 30' Ferola · 42' L. Pisthon · 49' Olalla | Árbitro(s): Ana Vazquez Escalante Victoria Pazos | Árbitro(s): Ana Vazquez Escalante Victoria Pazos |

| 7 de julio de 2024 | Chile                                                                 | 5:1     | México     | Tamanawis Park, Surrey                  |                                         |
|                    | Salamanca 12' · Solari 46' · Gutiérrez 48' · Arrieta 56' · Oyaban 58' | Reporte | 20' García | Árbitro(s): Macarena Dieni Sofía Aleman | Árbitro(s): Macarena Dieni Sofía Aleman |

| 7 de julio de 2024 | Estados Unidos | 0:3     | Argentina                                 | Tamanawis Park, Surrey                     |                                            |
|                    |                | Reporte | 2' Falasco · 34' P. Pishton · 49' Ruggeri | Árbitro(s): Claudia Montino Victoria Pazos | Árbitro(s): Claudia Montino Victoria Pazos |

| 7 de julio de 2024 | Uruguay                                               | 4:1     | Canadá          | Tamanawis Park, Surrey                             |                                                    |
|                    | Civetta 16' · Mari 21' · Lemoine 23' · Ca. Curcio 26' | Reporte | 56' S. Stelling | Árbitro(s): Allison Mikelson Ana Vazquez Escalante | Árbitro(s): Allison Mikelson Ana Vazquez Escalante |

| 9 de julio de 2024 | Argentina                  | 2:0     | Chile | Tamanawis Park, Surrey                       |                                              |
|                    | P. Pishton 22' · Sabez 52' | Reporte |       | Árbitro(s): Allison Mikelson Nora Struchtrup | Árbitro(s): Allison Mikelson Nora Struchtrup |

| 9 de julio de 2024 | Uruguay | 11:0    | México | Tamanawis Park, Surrey                     |                                            |
|                    | · Díaz 6', 46' · Ch. Curcio 7' · Lemoine 7' · Civetta 10', 60' · Ca. Curcio 19', 41' · L. Curutchgue 40' · Pérez 41' · Arregui 45' | Reporte |        | Árbitro(s): Macarena Dieni Claudia Montino | Árbitro(s): Macarena Dieni Claudia Montino |

| 9 de julio de 2024 | Canadá         | 1:4     | Estados Unidos                                         | Tamanawis Park, Surrey                  |                                         |
|                    | Malinowski 38' | Reporte | 30' Heck · 32' Schoenbeck · 38' Adams · 40' Bucklebust | Árbitro(s): Victoria Pazos Sofía Aleman | Árbitro(s): Victoria Pazos Sofía Aleman |

## Fase final

### Quinto puesto
| 10 de julio de 2024 | Canadá                                                                      | 6:0     | México | Tamanawis Park, Surrey                   |                                          |
|                     | Leahy 18', 34' · McCusker 26' · Poulakis 44' · M. Stelling 58' · Girgis 60' | Reporte |        | Árbitro(s): Sofía Aleman Claudia Montino | Árbitro(s): Sofía Aleman Claudia Montino |

### Semifinales
| 10 de julio de 2024 | Argentina                                                | 5:0     | Uruguay | Tamanawis Park, Surrey                       |                                              |
|                     | Ferola 3' · Arias 6' · P. Pishton 10' · Stamati 11', 19' | Reporte |         | Árbitro(s): Allison Mikelson Nora Struchtrup | Árbitro(s): Allison Mikelson Nora Struchtrup |

| 10 de julio de 2024 | Estados Unidos | 1:1 (4:3 SO) | Chile       | Tamanawis Park, Surrey                           |                                                  |
|                     | Croon 60'      | Reporte      | 14' Arrieta | Árbitro(s): Victoria Pazos Ana Vazquez Escalante | Árbitro(s): Victoria Pazos Ana Vazquez Escalante |

### Tercer puesto
| 12 de julio de 2024 | Uruguay | 0:1     | Chile        | Tamanawis Park, Surrey                             |                                                    |
|                     |         | Reporte | 43' Irazoqui | Árbitro(s): Allison Mikelson Ana Vazquez Escalante | Árbitro(s): Allison Mikelson Ana Vazquez Escalante |

### Final
| 12 de julio de 2024 | Argentina                              | 3:1     | Estados Unidos      | Tamanawis Park, Surrey                     |                                            |
|                     | L. Pishton 8' · Falasco 9' · Arias 48' | Reporte | 21' Mendez-Trendler | Árbitro(s): Victoria Pazos Claudia Montino | Árbitro(s): Victoria Pazos Claudia Montino |

| Bandera de Argentina |
| Campeón Argentina    |
| Octavo título        |

## Posiciones
| Posición | Equipo         |
| -------- | -------------- |
| 1        | Argentina      |
| 2        | Estados Unidos |
| 3        | Chile          |
| 4        | Uruguay        |
| 5        | Canadá         |
| 6        | México         |

## Premios
| Premio              | Ganadora         |
| ------------------- | ---------------- |
| Máxima goleadora    | Catalina Stamati |
| Jugadora del torneo | Valentina Ferola |
| Arquera del torneo  | Alyssa Klebasko  |

Fuente: